# Altena (Noord-Brabant)
Altena ist eine Gemeinde in der niederländischen Provinz Noord-Brabant. Sie ging zum 1. Januar 2019 aus dem Zusammenschluss der Gemeinden Aalburg, Werkendam und Woudrichem hervor.

## Geografie
Die Gemeinde Altena liegt im Norden von Noord-Brabant an der Grenze zu den Provinzen Zuid-Holland und Gelderland. Zum Gemeindegebiet gehören die westlichen und nördlichen Teile des Nationalparks De Biesbosch, die übrige Fläche wird von der Gemeinde Drimmelen verwaltet. Gen Osten wird Altena durch die Flüsse Afgedamde Maas und Heusdensch Kanaal von Gelderland abgetrennt. Die restlichen Gemeindegrenzen sind ebenso natürlicher Art: So wird das Gebiet von Altena im Norden durch die Boven-Merwede, im Westen durch die Nieuwe Merwede und im Süden durch die Amer sowie die Bergsche Maas beschränkt.

## Nachbargemeinden
| Hardinxveld-Giessendam | Gorinchem                                   |            |
| Dordrecht              | Kompassrose, die auf Nachbargemeinden zeigt | Zaltbommel |
| Heusden                | Geertruidenberg Waalwijk                    | Drimmelen  |

## Politik
Der erste Gemeinderat in der Geschichte von Altena wurde am 21. November 2018 gewählt. Die Christdemokraten der CDA gingen als Sieger aus der Wahl hervor. Am 16. März 2022 fand die erste reguläre Kommunalwahl der Gemeindegeschichte statt.

### Gemeinderat
Der Gemeinderat besteht aus 31 Mitgliedern und setzt sich folgendermaßen zusammen:
| Partei                   | Sitze | Sitze |
| Partei                   | 2018  | 2022  |
| ------------------------ | ----- | ----- |
| CDA                      | 8     | 8     |
| Altena Lokaal            | 6     | 6     |
| SGP                      | 5     | 5     |
| Progressief Altena       | 4     | 4     |
| ChristenUnie             | 4     | 4     |
| VVD                      | 3     | 2     |
| Vrije Volkspartij Altena | –     | 2     |
| BURGERSTEM Altena        | 1     | –     |
| Jezus Leeft              | 0     | 0     |
| Gesamt                   | 31    | 31    |

### College van B&W
In Altena ist in der Legislaturperiode von 2019 bis 2022 eine Koalition aus Altena Lokaal, der CDA, Progressief Altena und der SGP an der Macht. Die CDA ist mit zwei Beigeordneten im College van burgemeester en wethouders (deutsch Kollegium von Bürgermeister von Beigeordneten) zugegen, während die übrigen Ratsfraktionen jeweils einen Beigeordneten bereitstellen. Das Kollegium wurde im Rahmen einer Ratssitzung am 22. Januar 2019 ernannt. Folgende Personen gehören zum Kollegium und verwalten folgende Ressorts:
| Funktion           | Name                        | Partei             | Ressort | Anmerkung                        |
| ------------------ | --------------------------- | ------------------ | --- | -------------------------------- |
| Bürgermeister      | Egbert Lichtenberg          | CDA                | öffentliche Ordnung, regionale Zusammenarbeit und externe Beziehungen, Sicherheit, Vollstreckung, Überwachung, Integrität, juristische Angelegenheiten, Bürgerangelegenheiten, Kommunikation, Gaststättenpolitik                                                     | seit dem 9. Dezember 2019 im Amt |
| Beigeordnete       | Roland van Vugt             | CDA                | Nachhaltigkeit und Umwelt, Müll/Rohstoffe, Erholung und Tourismus, Altena-Marketing/Promotion, Veranstaltungspolitik, Natur und Landschaft, Verwaltung öffentlichen Raumes (inklusive Friedhöfe)                                                                     | –                                |
| Beigeordnete       | Matthijs van Oosten         | CDA                | Wirtschaft, maritime Instandhaltung und Landwirtschaft, Arbeitsmarkt und Gastarbeiter, Mobilität (exklusive A27), Transport und Verkehr, Wasser, Einkauf und Ausschreibung, kerngezieltes Arbeiten, lokaler Rundfunk, Manifest „Kraft von Altena“                    | –                                |
| Beigeordnete       | Peter van der Ven           | Altena Lokaal      | Umweltgesetz und Raumplanung, Wohnungswesen und Wohnen, kommunale Immobilien, Bildungseinrichtungen, Sport, Gesundheit, Personal und Organisation | –                                |
| Beigeordnete       | Hans Tanis                  | SGP                | Verwaltungsangelegenheiten und -erneuerung, Dienstleistung (inklusive Genehmigungserteilung), Informatisierung und Automatisierung, Finanzen, Grundfragen, Gewerbegebiete, Facilitymanagement, Subventionspolitik und Fundraising, Bildung und Schülertransport, A27 | –                                |
| Beigeordnete       | Paula Jorritsma             | Progressief Altena | Pflege und Wohl, Partizipationsgesetz, Sozialhilfegesetz, Jugendschutz und -arbeit, Tierwohl, Kultur und Erbgut, Denkmäler und Archäologie | –                                |
| Gemeindesekretärin | Annette van der Werf-Bramer | —                  | — | seit dem 1. Januar 2018 im Amt   |

### Bürgermeister
Das Amt des Bürgermeisters wurde vorübergehend in kommissarischer Funktion von Marcel Fränzel, einem Mitglied der D66, ausgeübt. Fränzel war in den letzten Jahren in mehreren Gemeinden als kommissarischer Bürgermeister im Amt. So war er zuletzt Bürgermeister der Gemeinde Oosterhout, nachdem er Bürgermeister in der Fusionsgemeinde Meierijstad (2017) sowie in Veghel (2016) und Noord-Beveland (2015) gewesen war. Am 9. Dezember 2019 erfolgte letztlich die offizielle Ernennung des neuen Bürgermeisters, Egbert Lichtenberg (CDA).

### Sitz der Gemeinde
Das Rathaus in Wijk en Aalburg, ehemaliger Sitz der Gemeinde Aalburg, soll zeitweise als Unterkunft der Gemeinde Altena dienen. Da das Gebäude aufgrund der Fusion bereits an die niederländisch-reformierte Kirchengemeinde Wijk verkaufen worden ist, muss es von der Gemeinde Altena zurückgemietet werden. Anschließend soll die Gemeindeverwaltung in einem Gebäude in Almkerk untergebracht werden, das gleichzeitig als Filiale der Rabobank genutzt wird.

### Name
Die Bürger der drei Gemeinden konnten über den Namen der Fusionsgemeinde bereits im Jahre 2016 entscheiden. Bis dato waren 808 Vorschläge eingereicht worden, von denen sieben in die engere Auswahl gelangten. Dazu zählten folgende Namen: Almerwaard, Altena, Altena (en) Biesbosch, Biesbosch, Biesbosch (en) Altena, Maas (en) Merwe sowie Maas en Merweland. Die Kommission, die aus Mitgliedern von Stiftungen und Vereinen bestand, grenzte erneut die Auswahlmöglichkeit der Namen ein. Schließlich verblieben noch vier Namen, die von den Bürgern gewählt werden konnten.
| Name             | Stimmzahl | Prozentanteil |
| ---------------- | --------- | ------------- |
| Almerwaard       | 944       | 5,0 %         |
| Altena           | 13.250    | 70,2 %        |
| Altena Biesbosch | 2850      | 15,1 %        |
| Maas en Merwe    | 1831      | 9,7 %         |
| Gesamt           | 18.875    | 100 %         |

Die Gemeinderäte fassten einen abschließenden Beschluss am 12. Dezember 2016, welcher die Wahl des Namens bestätigte.

## Vorgeschichte

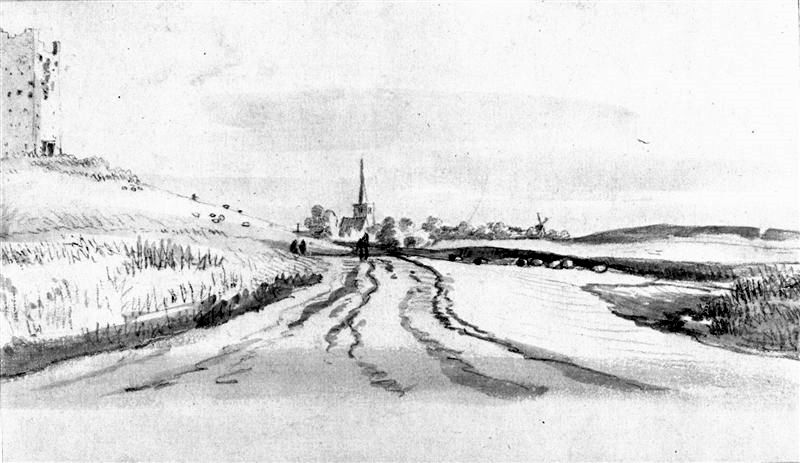
Ruine des Kastells Altena (1647)

Im Mittelalter bestand die Herrlichkeit Land von Altena rund um das Kastell Altena in Almkerk (ab 1230) im Besitz der Familie von Horn.

## Persönlichkeiten
- Henk Prinsen (* 1951), Radrennfahrer